# 沪西大自鸣钟
沪西大自鸣钟，简称“大自鸣钟”，本指於1926年落成的川村纪念碑，后來逐渐成为地区名，指向位于中國上海市普陀区东南部长寿路与西康路交界处一带的地区。大致西起常德路，东到陕西北路，南抵安远路，北达普陀路。

## 历史
清代，大自鸣钟一带隶属于松江府上海县法华乡。东面靠近东芦浦，北面为草长浦。东芦浦两岸分布有蔡家宅、沈家宅等自然村落。草长浦两岸则有草鞋浜村。此地大多为农田与阡陌。1899年，上海公共租界进行了最后一次的展拓，此地被划入公共租界西区的范围。1900年，公共租界工部局于此处辟筑小沙渡路（今西康路）与劳勃生路（今长寿路）。
1911年，日资内外棉株式会社总经理川村利兵卫前往上海、南通等地开辟棉纺业务。川村利兵卫先后于附近的苏州河南岸开办棉纺厂共13家，并附加兴建了简易员工宿舍等设施。随着工厂的开办，人口逐渐麋集于此。至1920年代，小沙渡路劳勃生路一带已经成为公共租界西区较为集中的商业中心。
1922年，川村利兵卫逝世。1924年，内外棉株式会社向公共租界工部局提交申请，为了纪念川村利兵卫，在小沙渡路、劳勃生路的路口中央兴建川村纪念碑。川村纪念碑总高九丈九尺，四周方形，内部为6层，内部设有盘旋楼梯，顶层设置有四面钟面的时钟，每一刻钟会自动报时。
1930年代起，该地区的商业逐步发展，同时周边兴建起二层左右的石库门里弄，成为沪西主要的居住和商业区。1945年后，日商企业被作为地产没收，并由中国纺织建设公司接管。1950年代初，上海市政府对此地区周边的下水道和危房简屋进行了维修。同时增设了上海市第四百货商店。1958年8月10日，为了消除日本势力的痕跡同时改善道路交通，对大自鸣钟进行了拆除。
1997年，长寿路进行拓宽，拆除了附近一些商店和住宅。2000年，此地区兴建了4万平米的长寿公共绿地。

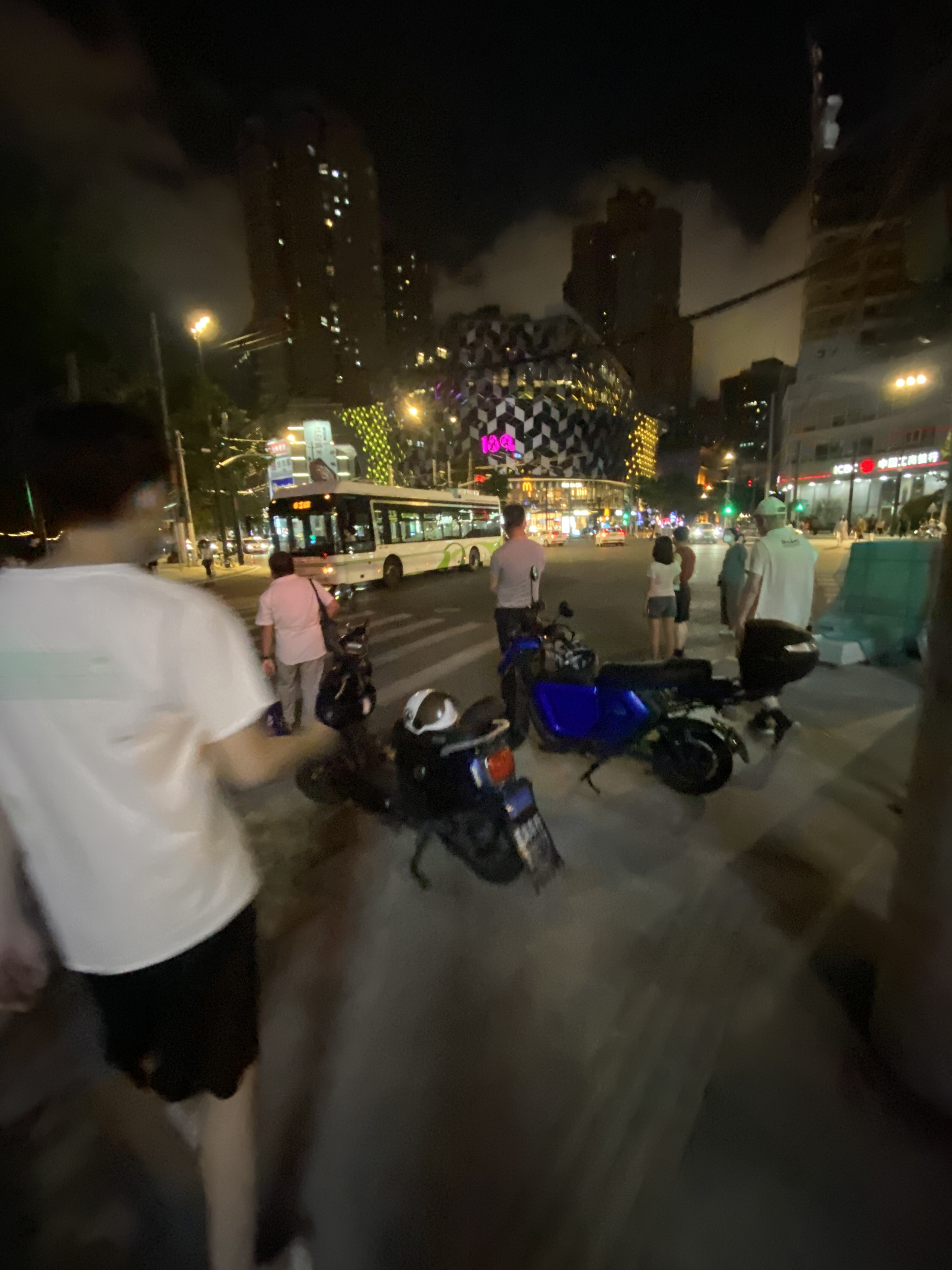
189弄購物中心

大自鸣钟一带，另有位于苏州河西康路桥的宜康电子市场，又称“大自鸣钟市场”。曾是沪上著名的盗版碟、打口碟和海关原碟的集散地，也曾是沪上乐迷、影迷常常光顾的“圣地”。大自鸣钟市场于2009年1月关闭，此地現已成為上海189弄购物中心。

## 交通
大自鸣钟地区是普陀区东南方的交通中心之一，同时有公交、轨道交通等线路。目前在大自鸣钟附近通过的公交线路有13路、24路、63路等，轨道交通则有地铁7号线和地铁13号线长寿路站。